# セントラル・コースト地域
セントラル・コースト地域（セントラル・コーストちいき、英: Central Coast Regional District, CCRD）は、ブリティッシュコロンビア州の地方行政区の中で最も人口が少ない地方行政区である。州内では太平洋岸地域の中央部に位置する。1968年の編制時には、オーシャン・フォールズ地域（Ocean Falls Regional District）と名付けられたが、その由来となった町オーシャン・フォールズが衰退したことで1976年に現在の名称に変更された。

## 自治体
この地域には自治体が編制されておらず、いくつかのコミュニティが存在するのみである。
- ベラ・クーラ
地域の中心的コミュニティであり、およそ2000名の人口がある。先住民ニューホーク族（英語版）の保留地がある。
- Denny Island
かつてカナダ空軍の偵察部隊があった。
- オーシャン・フォールズ(Ocean Falls)
オーシャン・フォールズにはかつて製紙工場があり、最盛期には人口5000人の町に成長していた。しかし1970年代までに老朽化や賃金高騰などにより工場が非効率化し、経営する製紙会社Crown Zellerbachは1973年に工場の閉鎖を決定。州政府が買い取り1980年まで操業を続けたが、現在ではほぼ廃墟と化し、数十名が生活しているのみである。
- Oweekeno
先住民オウィーケノ族（英語版）の保留地がある。